# دانشگاه آمریکایی رم

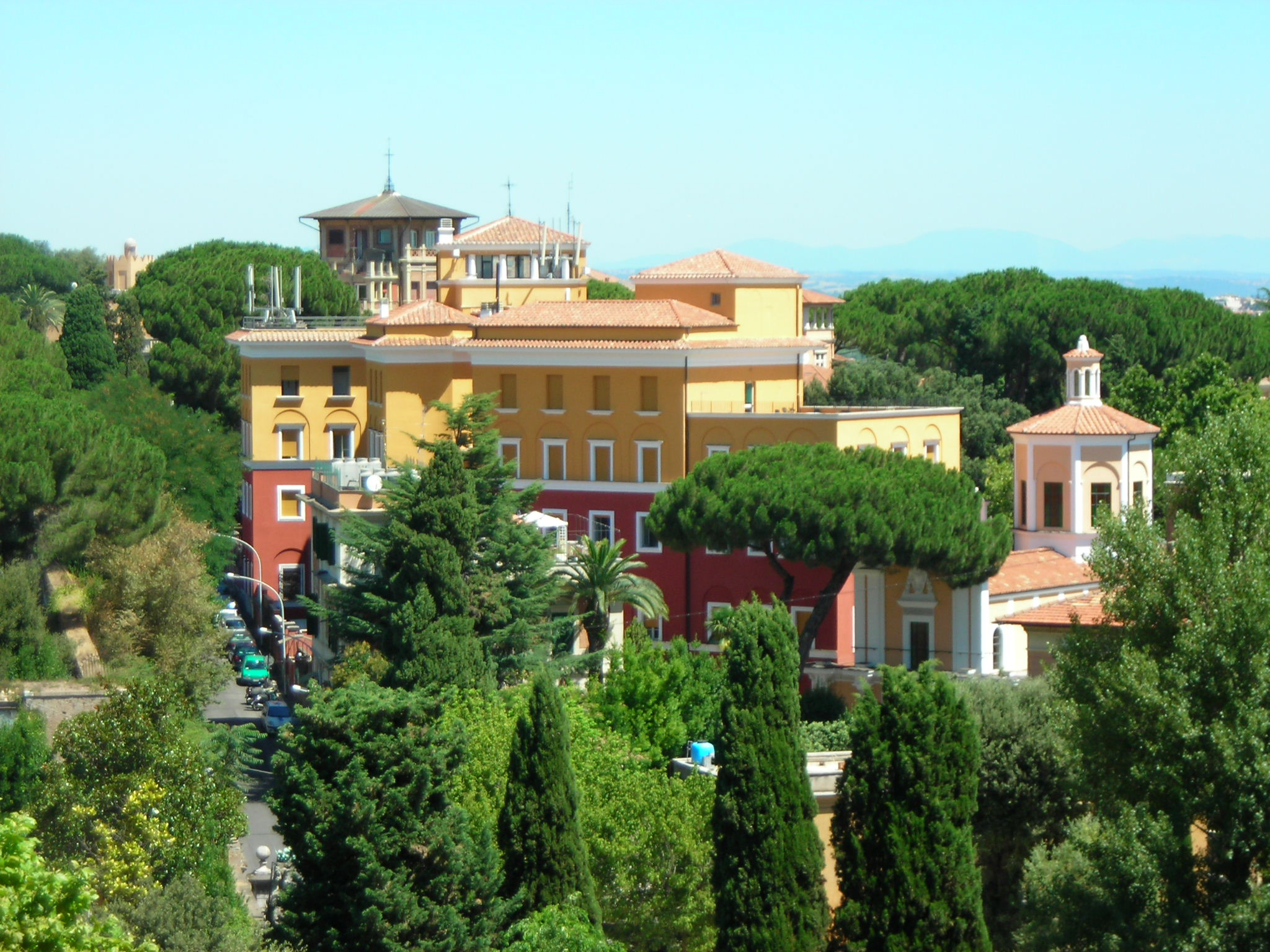

دانشگاه آمریکایی رم (به انگلیسی: American University of Rome)، دانشگاهی آمریکایی است که در سال ۱۹۶۹ میلادی در شهر رم در ایتالیا تأسیس شد و در تپه یانیکولوم جای دارد.
در این دانشگاه ۵۵۰ دانشجو به تحصیل مشغولند و دروس دانشگاهی به زبان انگلیسی تدریس می‌شود.

## نگارخانه

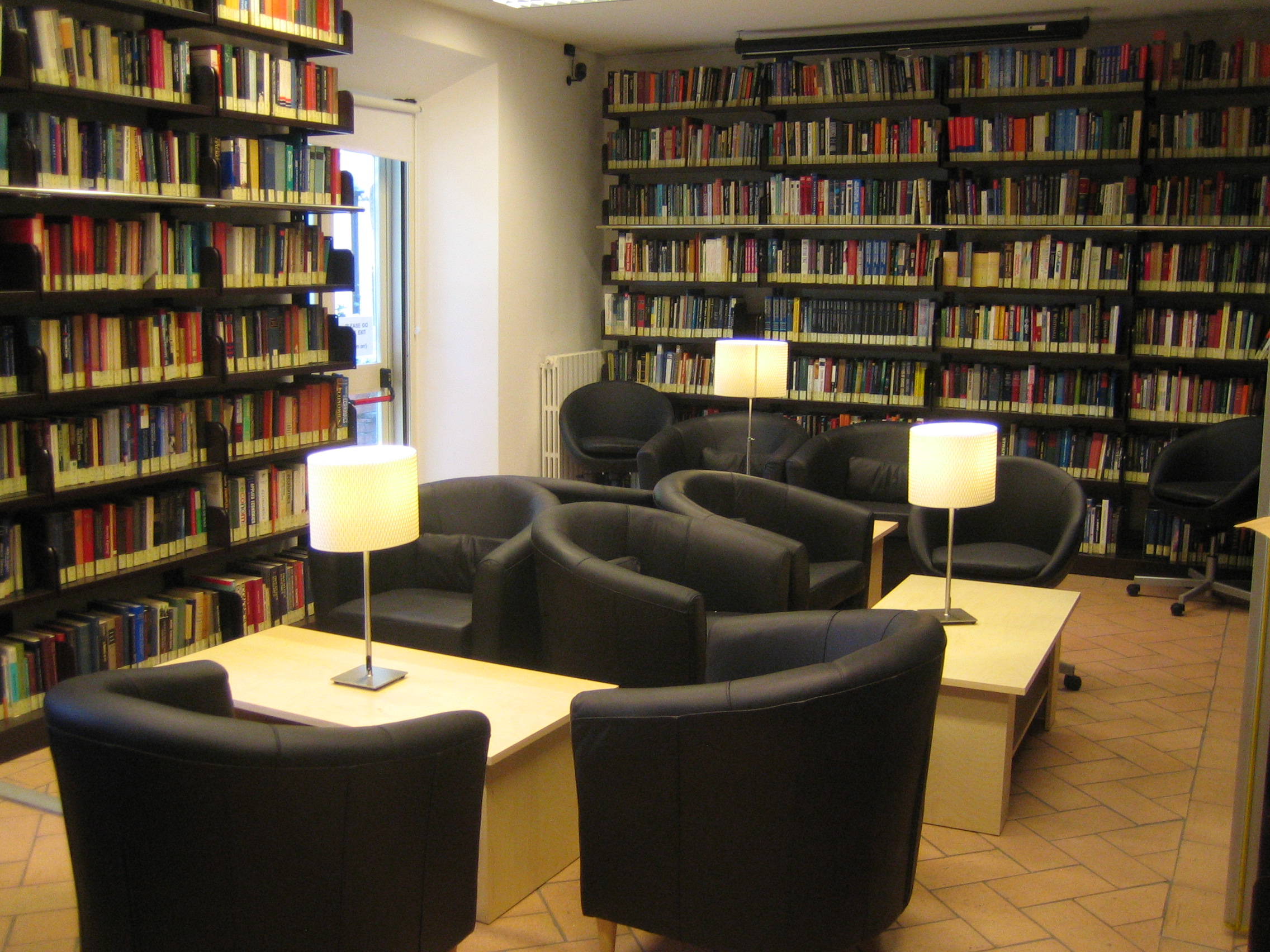
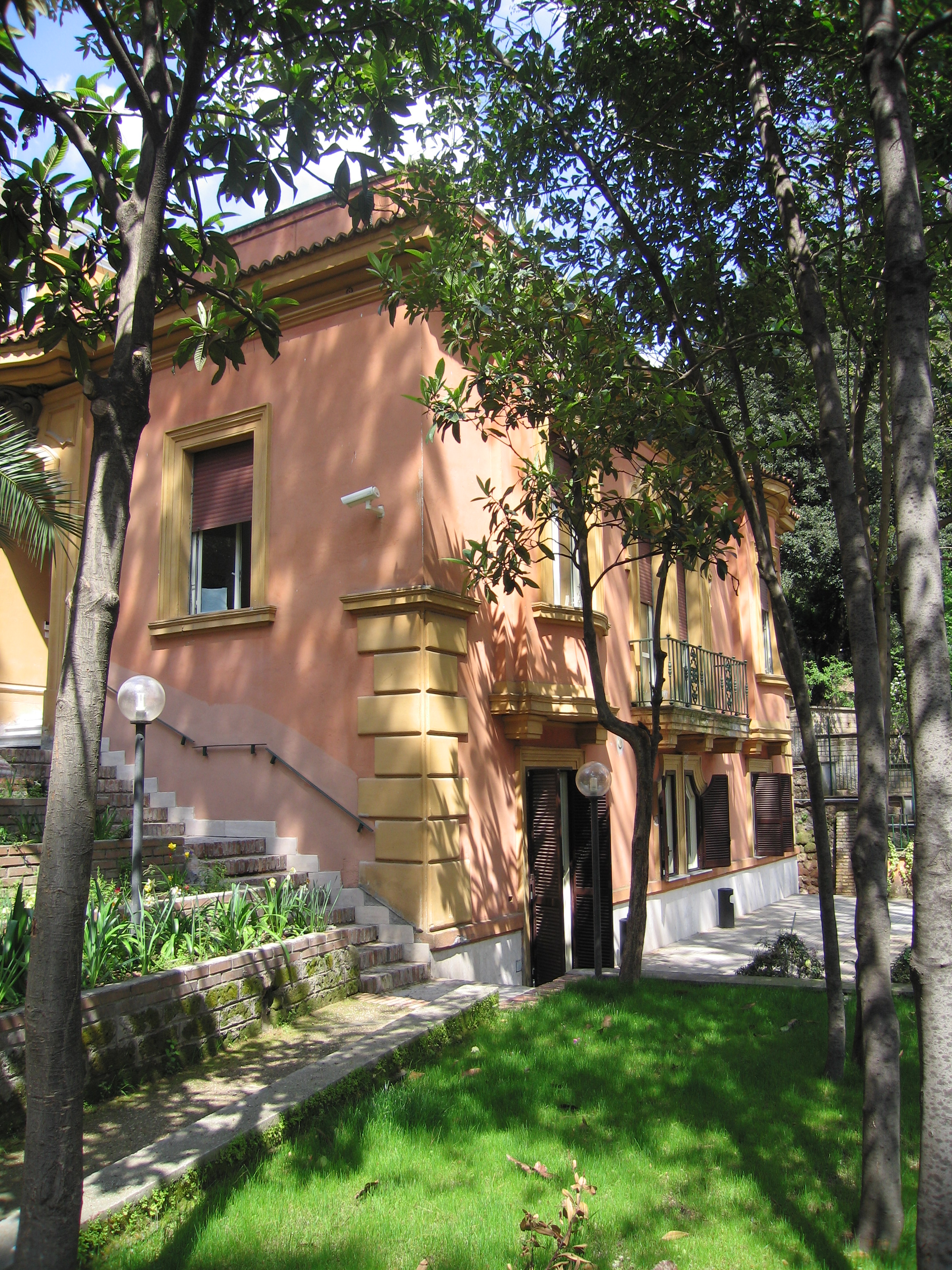